# Randolph Caldecott
Randolph Caldecott (Chester, 22 de março de 1846 — 12 de fevereiro de 1886) foi ilustrador britânico. 

## Vida
nascido em Chester. Exerceu sua arte principalmente em ilustrações de livros. Suas habilidades como artista foram pronta e generosamente reconhecidas pela Royal Academy. Caldecott influenciou muito a ilustração de livros infantis durante o século XIX. Dois livros ilustrados por ele, ao preço de um xelim cada, foram publicados a cada Natal por oito anos.
Caldecott também ilustrou romances e relatos de viagens ao exterior, fez desenhos humorísticos retratando a caça e a vida elegante, desenhou caricaturas e esboços das Casas do Parlamento por dentro e por fora, e exibiu esculturas e pinturas a óleo e aquarela na Royal Academy e nas galerias.

## Publicações
Os 16 livros ilustrados de Caldecott
- The House that Jack Built (1878)
- The Diverting History of John Gilpin (1878)
- Elegy on a Mad Dog (1879)
- The Babes in the Wood (1879)
- The Three Jovial Huntsmen (1880)
- Sing a Song of Sixpence (1880)
- The Queen of Hearts (1881)
- The Farmer's Boy (1881)
- The Milk-Maid (1882)
- Hey-Diddle-Diddle and Baby Bunting (1882)
- The Fox Jumps Over the Parson's Gate (1883)
- A Frog He Would A-Wooing Go (1883)
- Come, Lasses, and Lads (1884)
- Ride A-Cock Horse to Branbury Cross & A Farmer went Trotting Upon his Grey Mare (1884)
- Mrs. Mary Blaze (1885)
- The Great Panjandrum Himself (1885)
- Complete Collection of Pictures and Songs[4] (1887) das coleções da Biblioteca do Congresso

## Galeria de imagens dos livros de brinquedos de Caldecott

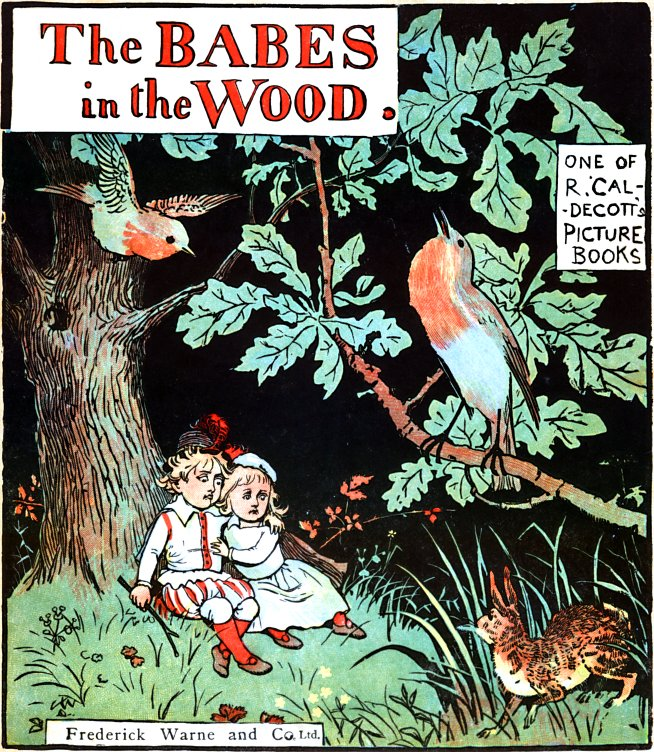
Capa de Babes in the Wood
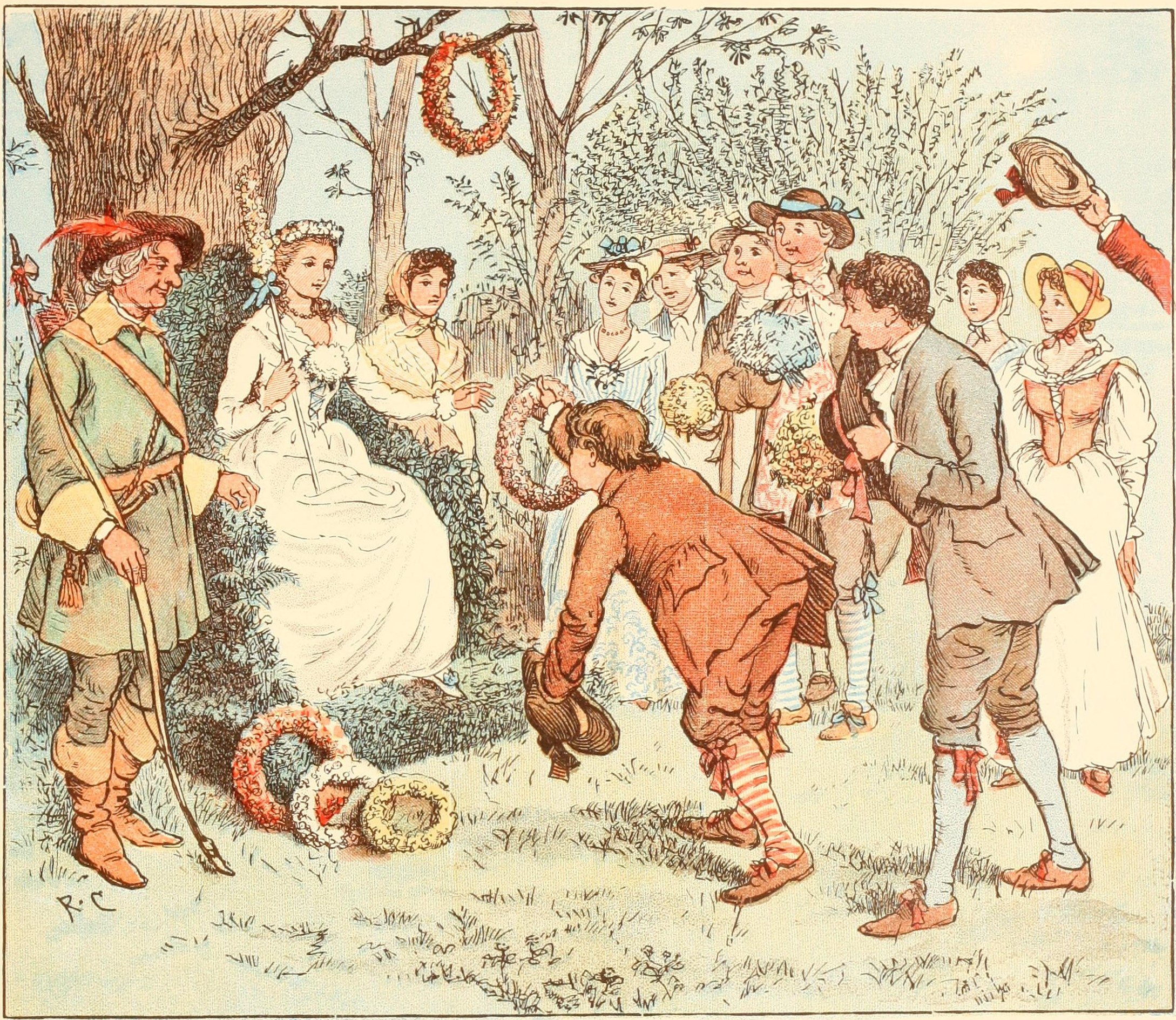
"As moças seguraram as apostas" - de Come Lasses and Lads
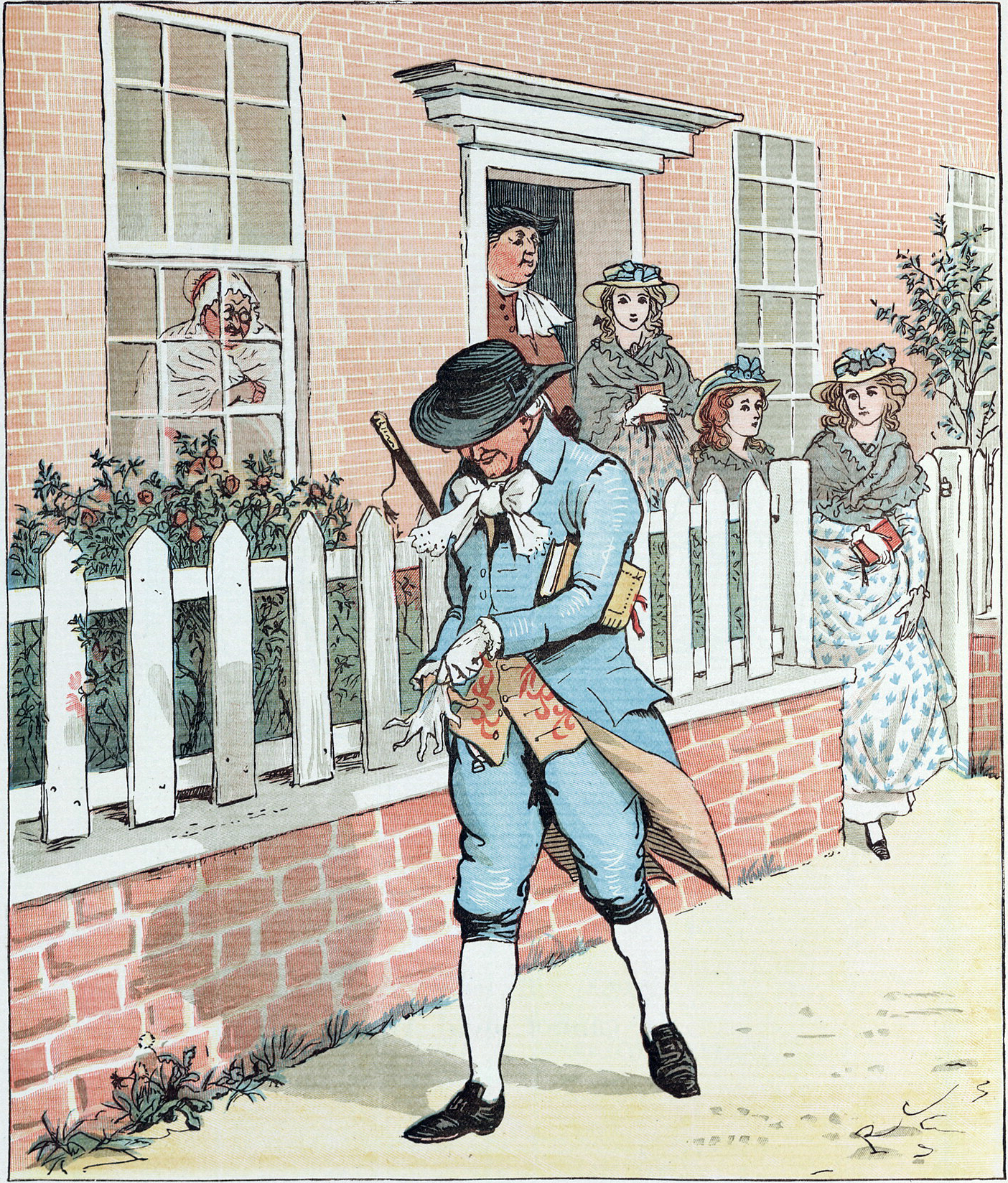
"Em Islington viveu um homem/De quem o mundo pode dizer/Que ainda uma raça piedosa ele correu" – ilustração de An Elegy of the Death of a Mad Dog, de Oliver Goldsmith
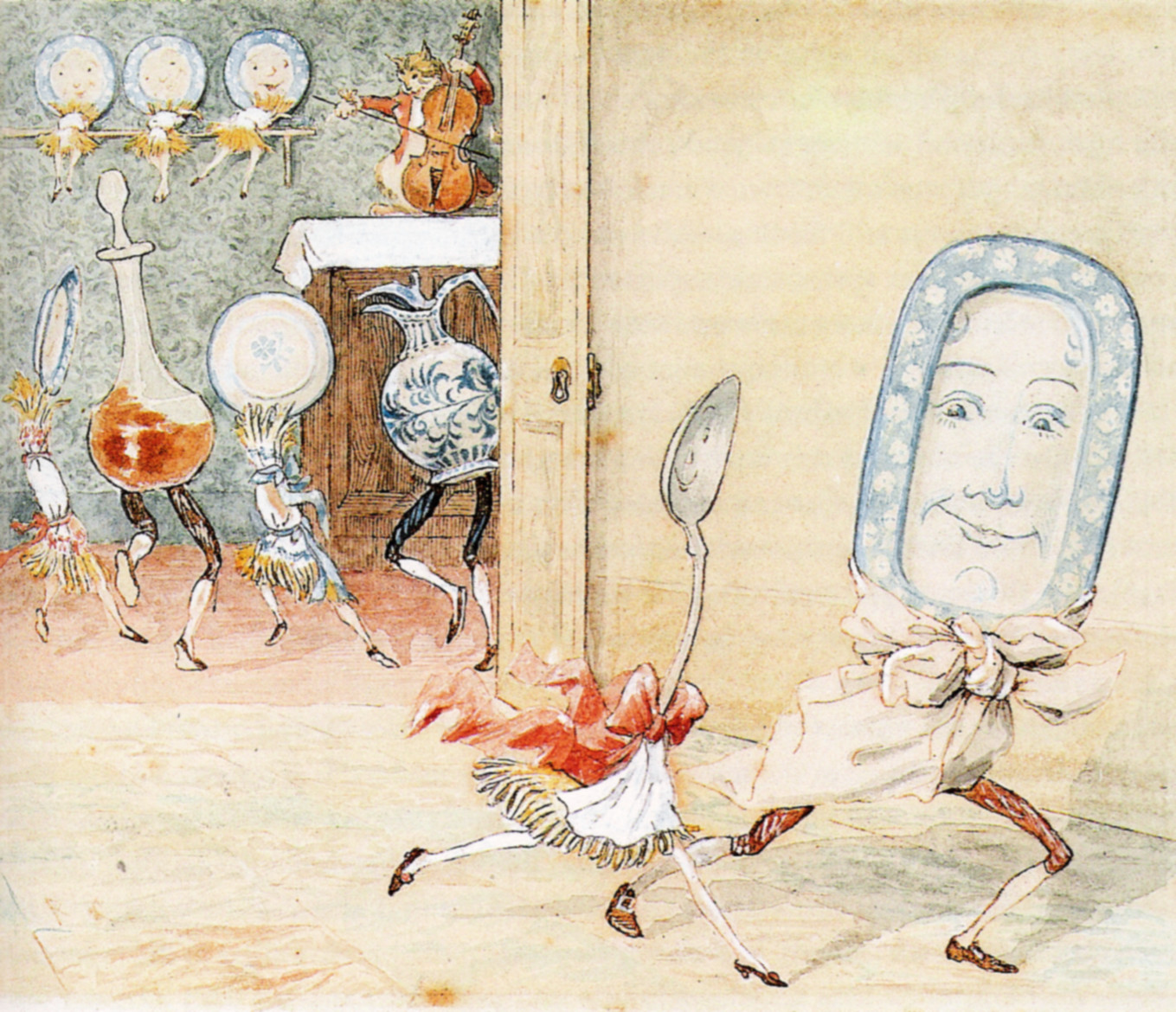
"O prato fugiu com a colher" – esta imagem mostra o movimento característico das ilustrações de Caldecott